# Halim Ben Mabrouk
Halim Ben Mabrouk (Lione, 25 giugno 1960) è un ex calciatore algerino, di ruolo centrocampista.

## Carriera
Con la Nazionale algerina ha partecipato ai Mondiali 1986 dispuntandovi 2 partite.